# Берегелі (Красилівська міська громада)
Береге́лі — село в Україні, у Красилівській міській громаді Хмельницького району Хмельницької області. Населення становить 125 осіб.

## Історія
За 1 км на схід від села знаходиться велике городище ХІ-ХШ ст. Це рештки давньоруського міста Білобережжя, перша згадка про яке відноситься до 1233 р. Друге, згадане під 1257 р., — можливо, городище болохівських князів: вал, рів в урочищі Замчисько на лівому березі р. Бужка за 1 км на захід від с. Берегелі. Болохівці визначалися своїм опозиційним настроєм супроти своїх зверхників — галицько-волинських князів. Запис 1231 р. (дата коментатора — 1233 р.) розповідає про війну угорсько-галицької коаліції проти Романовичів.
Під назвою Берегелинці згадується в 1629 р. (11 димів). Входило до острозької ординації. З середини XVIII ст. належало князям Любомирським, далі Буковецькому та Орачевським (з 1803 р.). В селі народився один з керівників польського таємного товариства «Віра, Надія, Любов» Іван (Ян) Орачевський.
З 20-х рр. XX ст. вживається сучасна назва села — Берегелі.
Колишній орган місцевого самоуправління — Веселівська сільська рада.

## Галерея

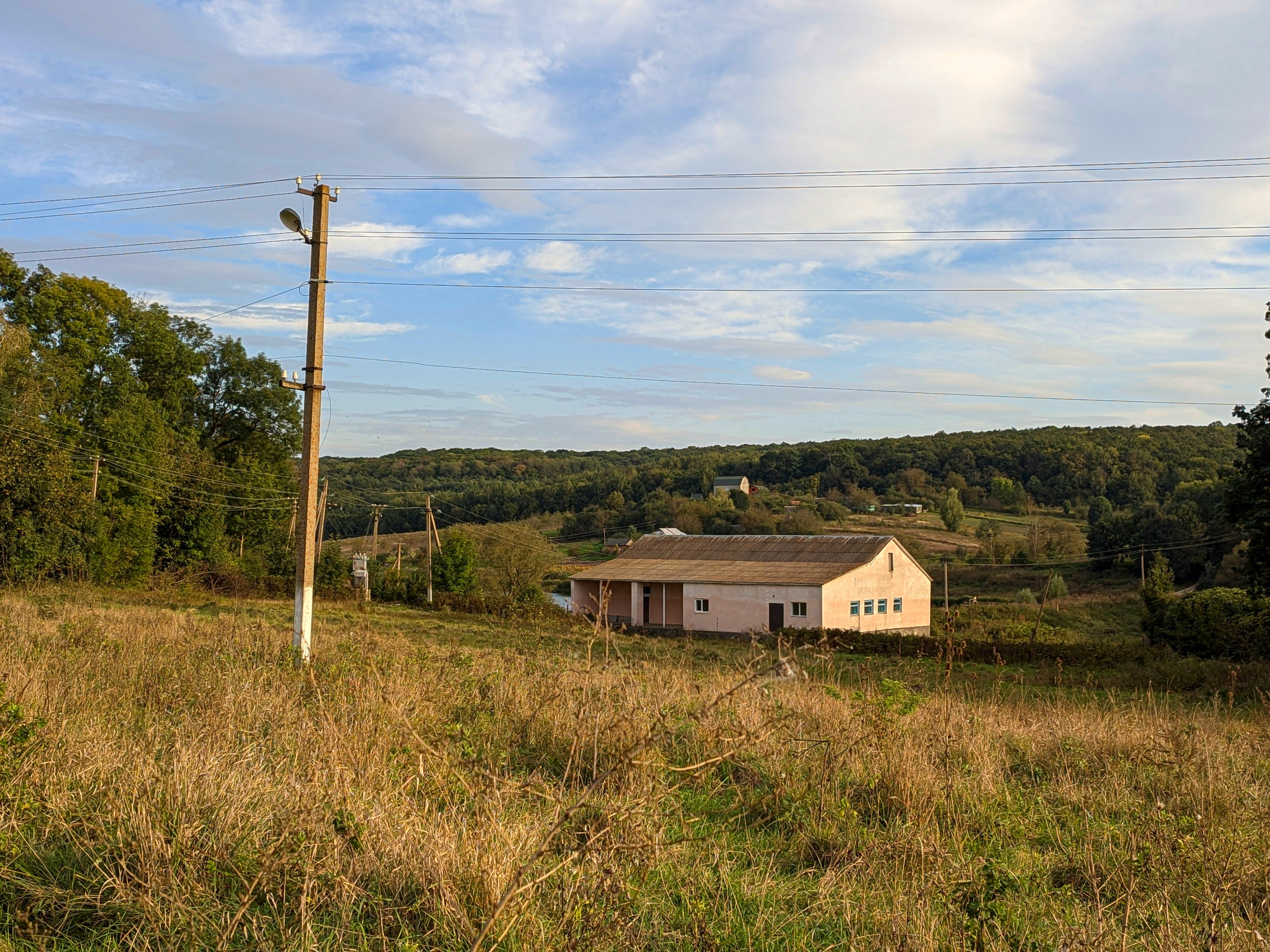
Будівля в центрі села
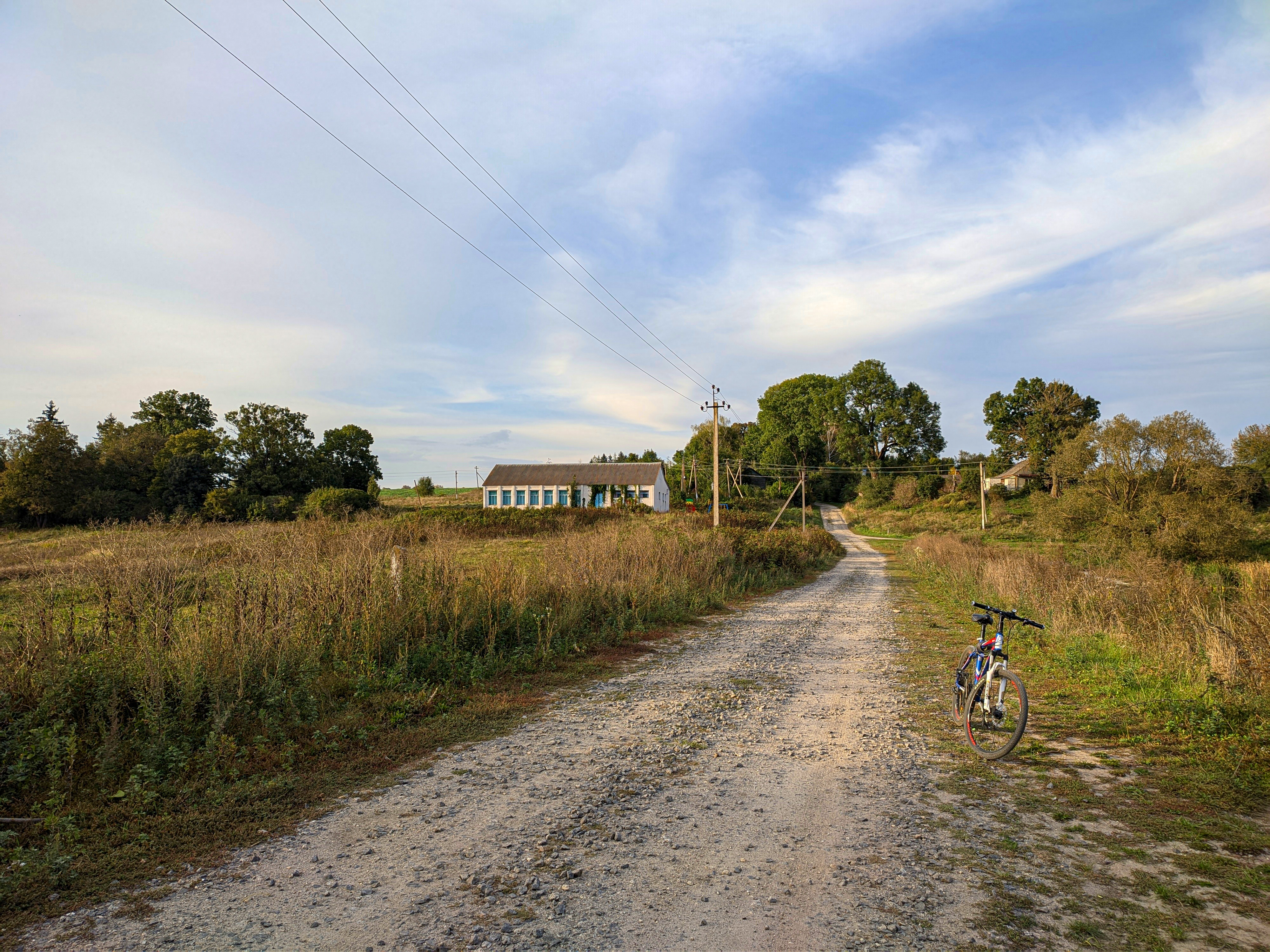
Центр села
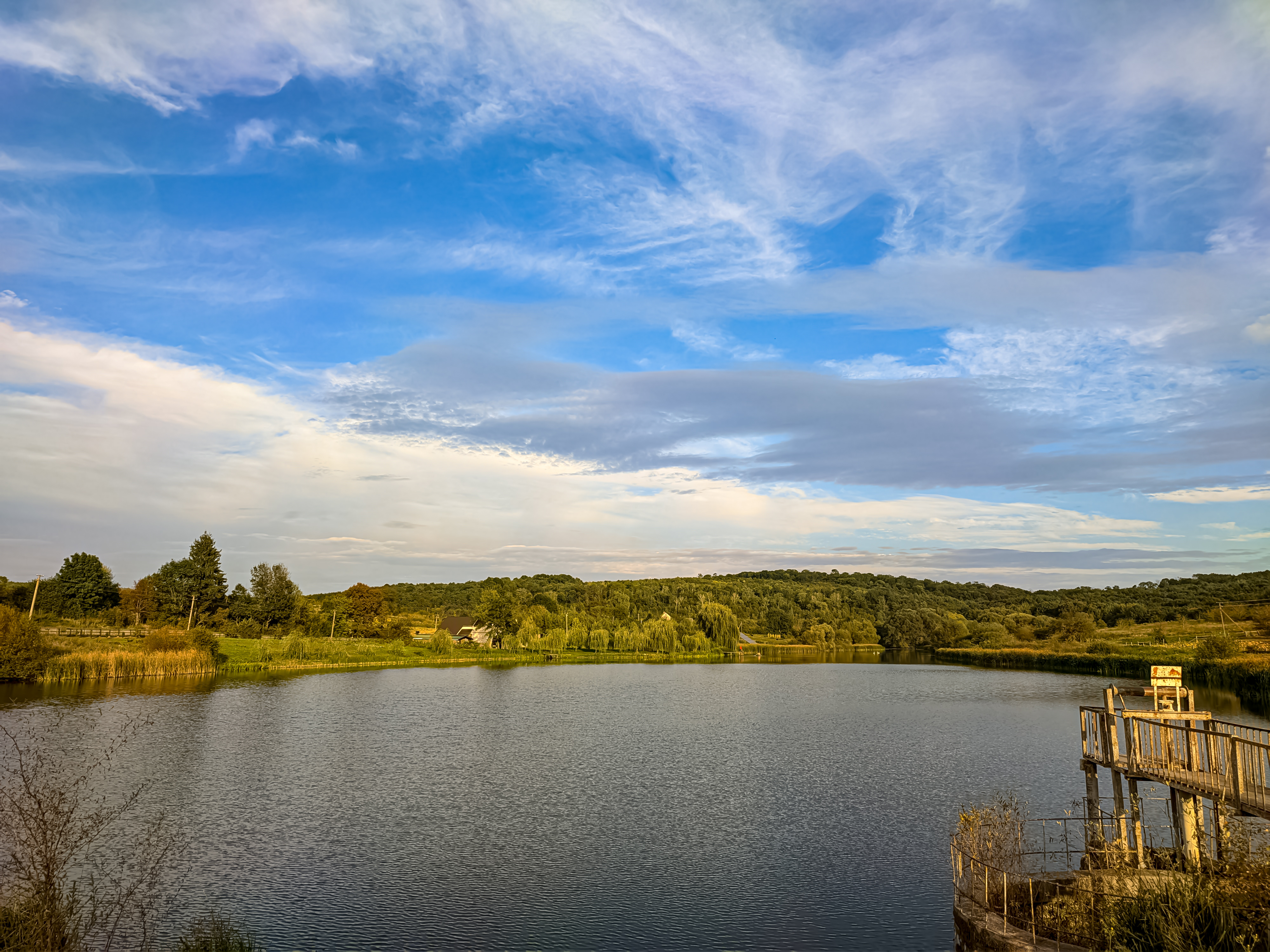
Озеро в центрі села
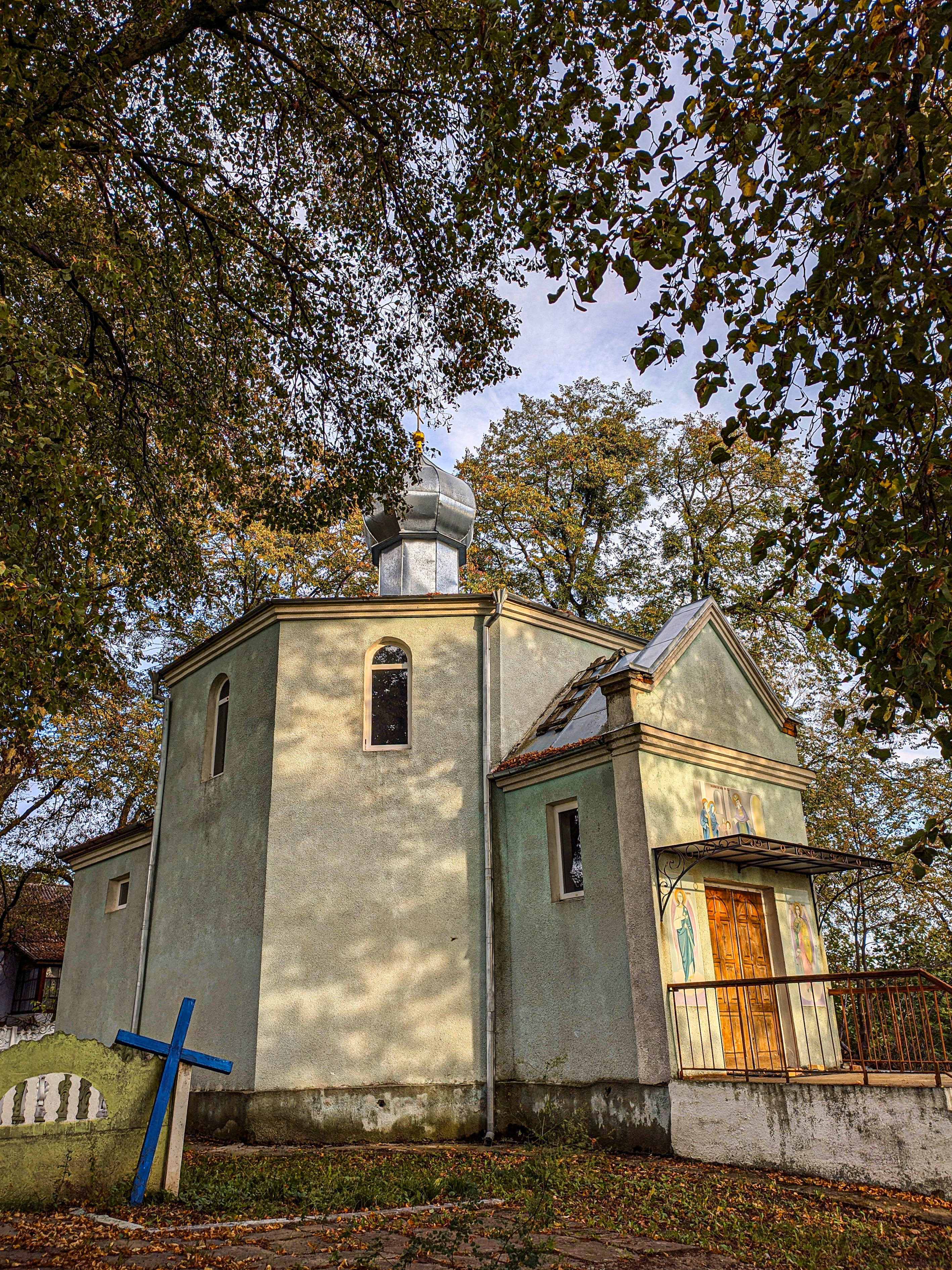
Сільська церква
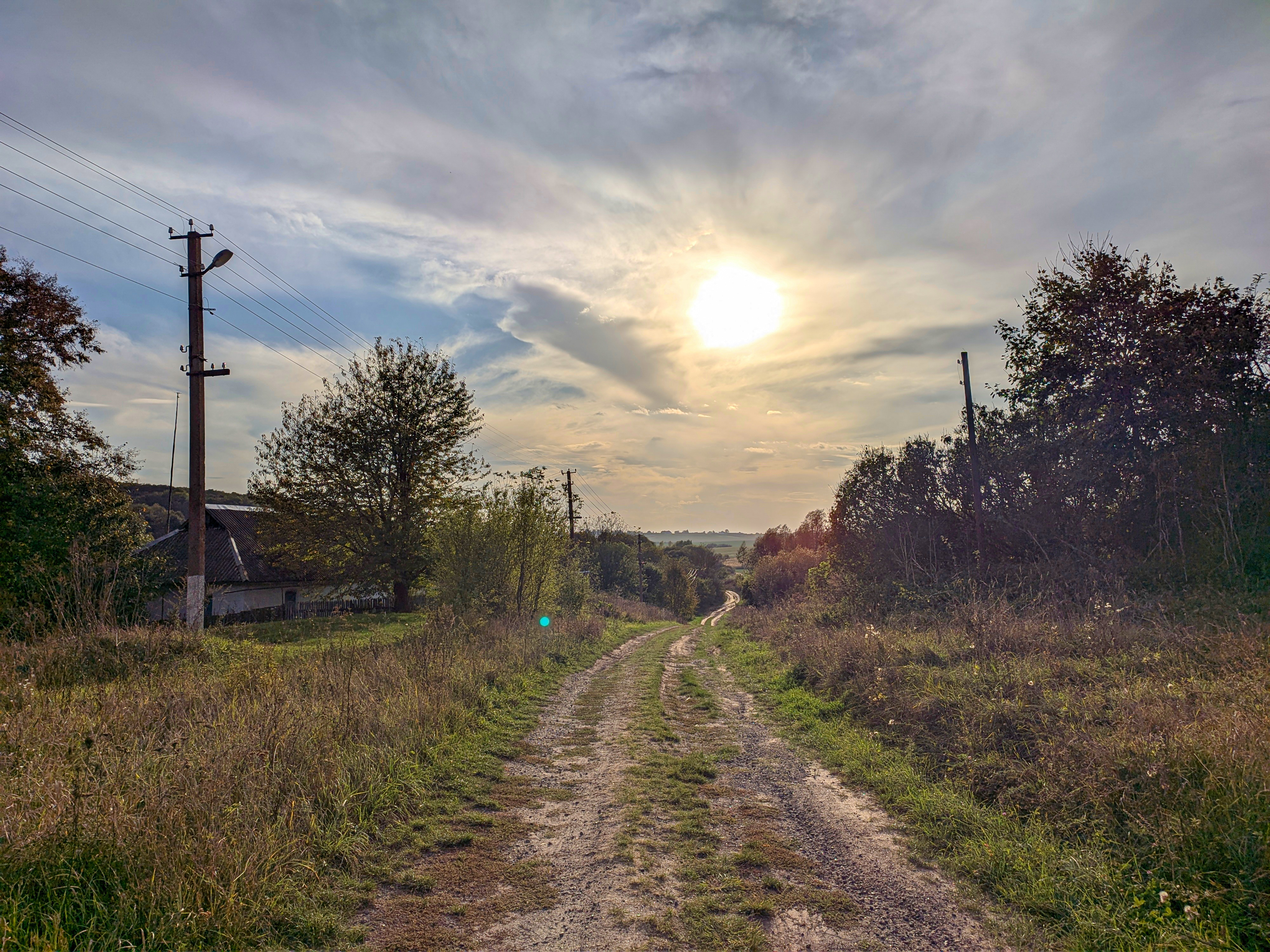
Вулиця в західній частині села
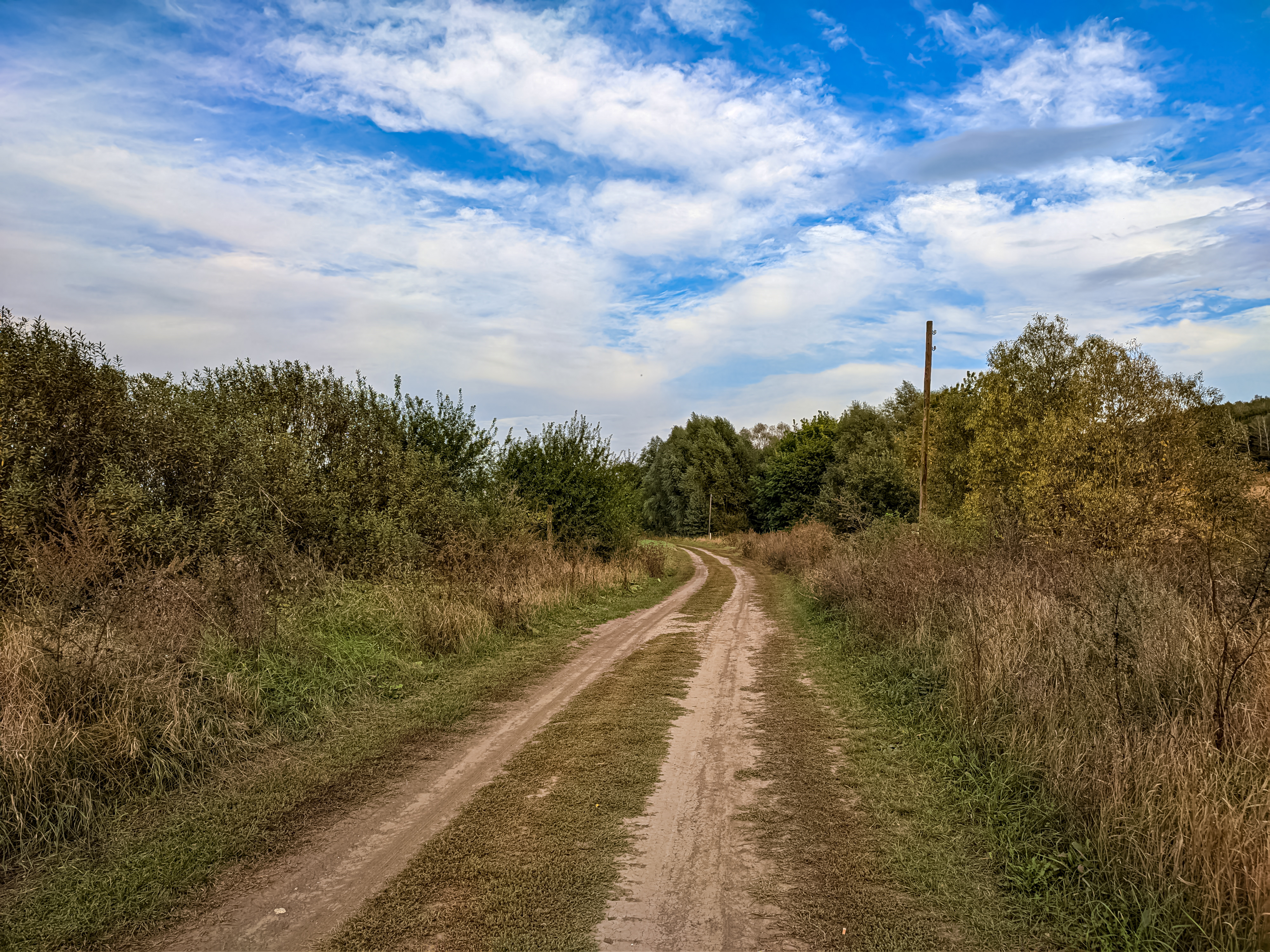
Південні околиці села
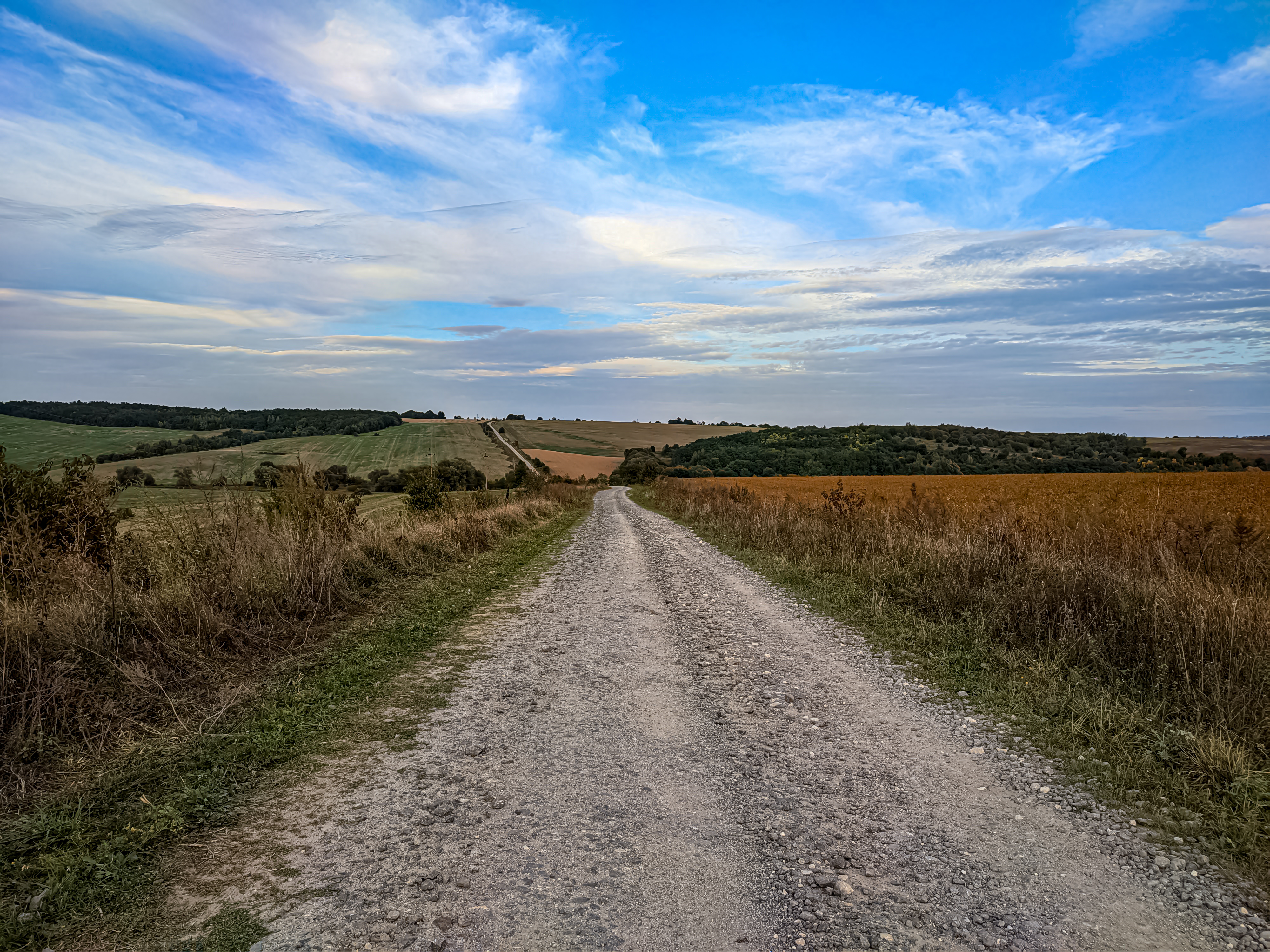
Дорога на Берегелі
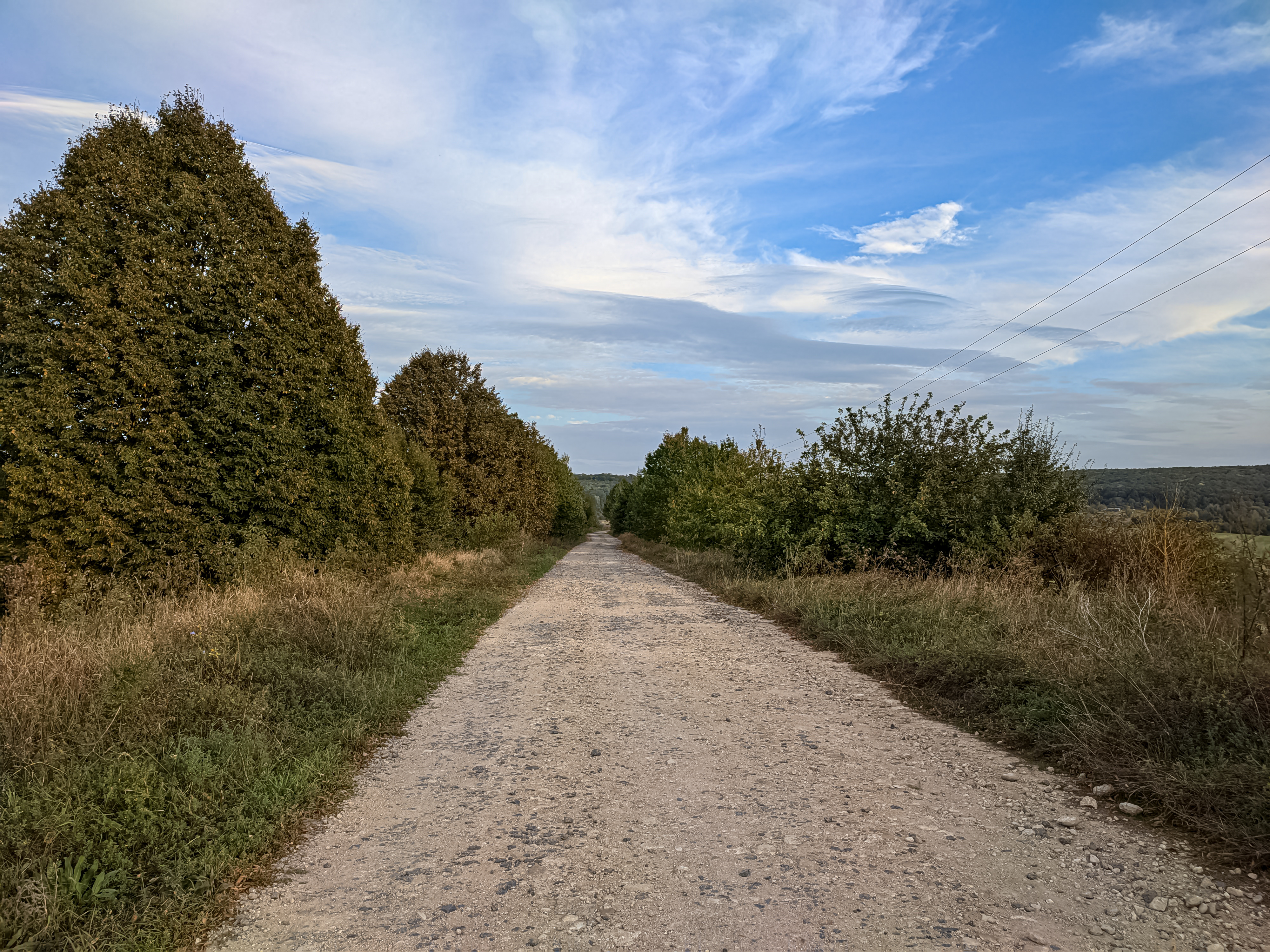
Дорога на Берегелі
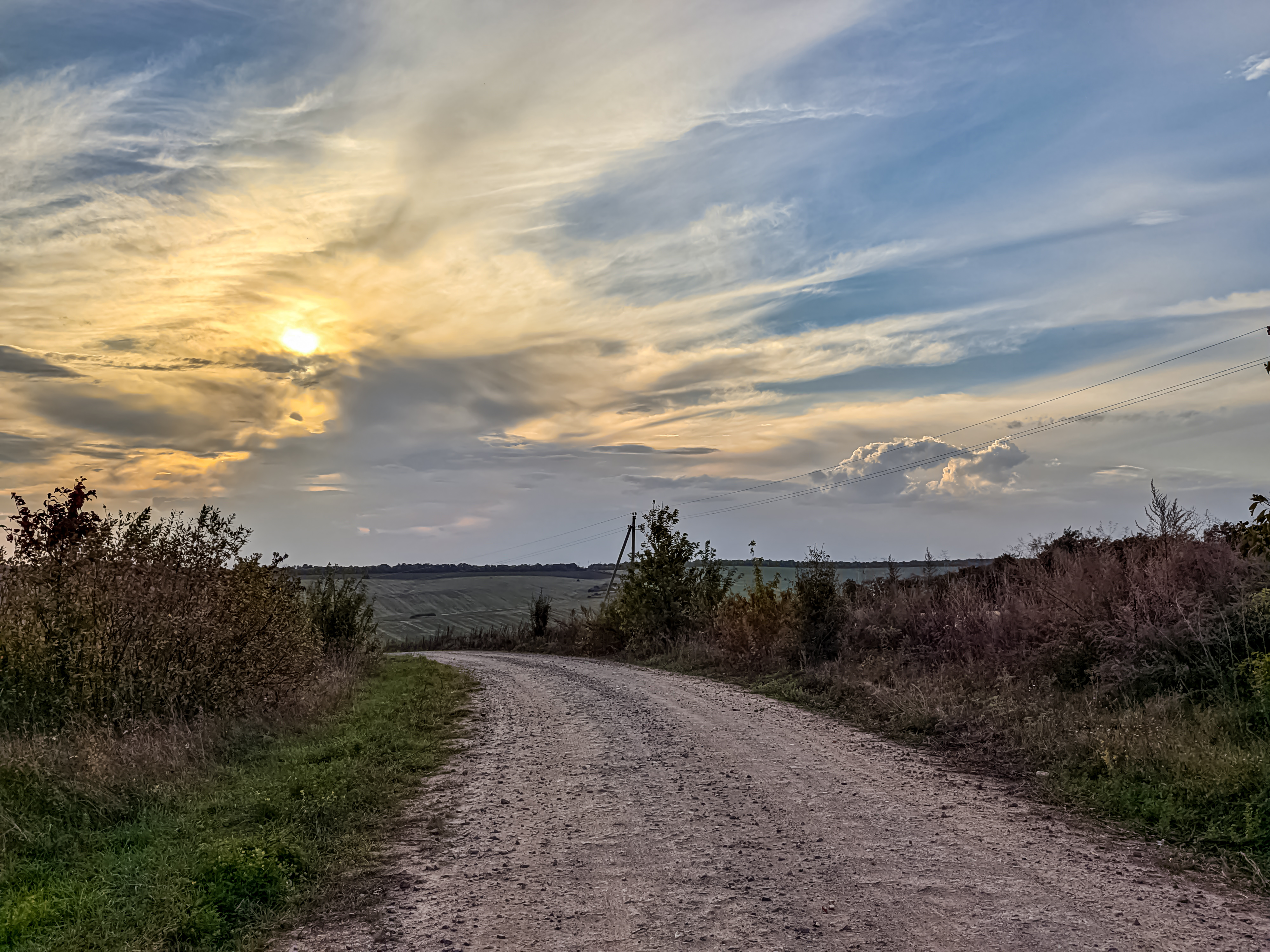
Дорога з села в бік автошляху Н03
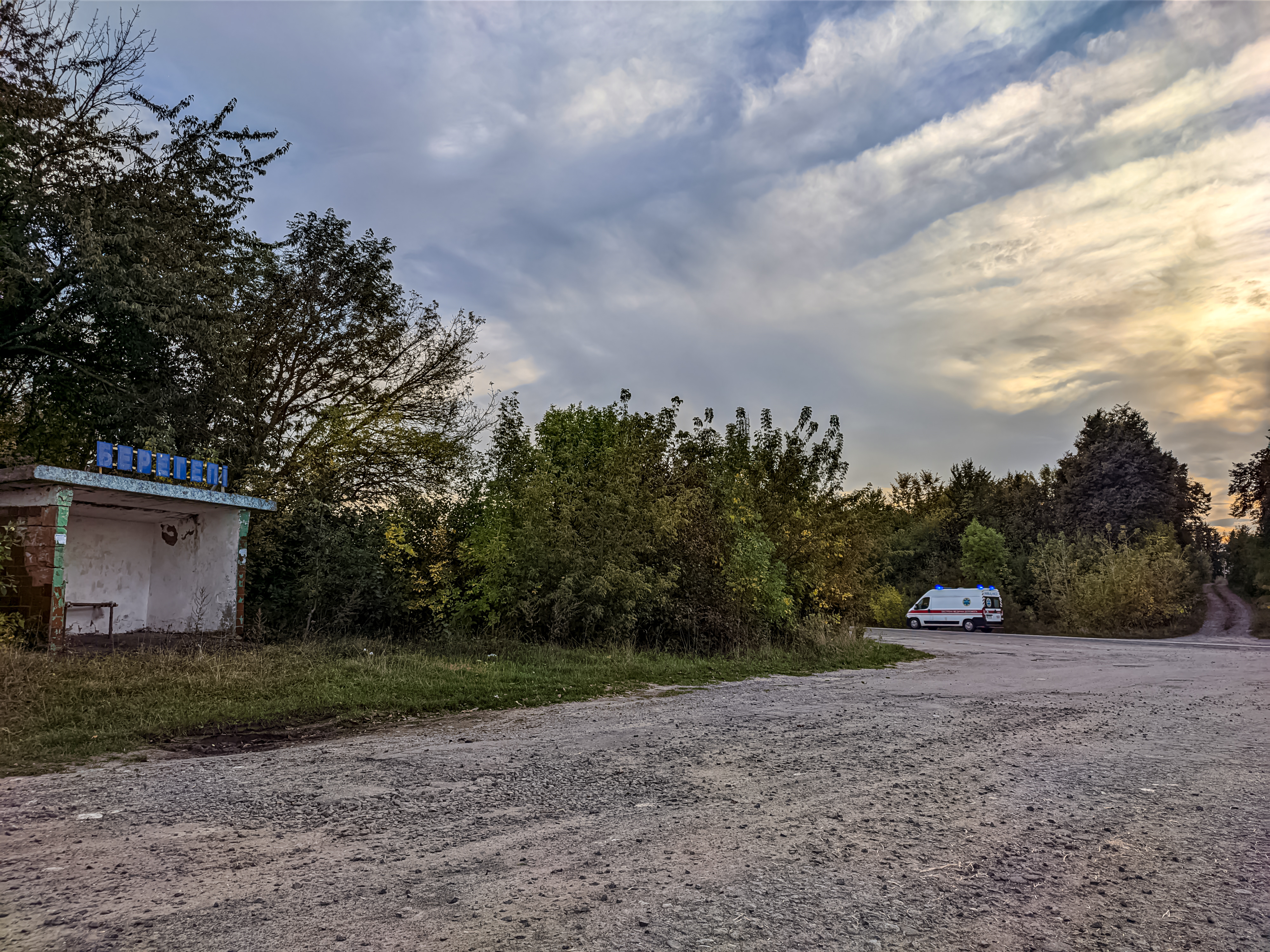
Автобусна зупинка поблизу траси